# Dolmen de la Forêt (Souillac)
Le dolmen de la Forêt, appelé aussi dolmen Gouzou ou dolmen de la Vaysselade n°4, est un dolmen situé sur la commune de Souillac  dans le département du Lot en France.

## Historique
Endommagé lors de travaux forestiers en 1980 et construit dans un calcaire très friable, l'édifice a fait l'objet d'une fouille archéologique de sauvetage menée par Jean-Pierre Girault en 1984.

## Architecture
Le dolmen est situé approximativement au centre de son tumulus, de forme circulaire avec un diamètre de 12 m pour une hauteur maximale de 0,60 m. Le cairn est constitué de pierrailles entassées sans ordre apparent hormis sur le côté nord-est. Préalablement à la construction, le terrain avait été totalement décapé jusqu'à la roche sous-jacente.
| Dalle                                                        | Longueur | Épaisseur | Largeur |
| ------------------------------------------------------------ | -------- | --------- | ------- |
| Nord                                                         | 1,60 m   | 0,15 m    | 0,65 m  |
| Sud                                                          | 1,60 m   | 0,15 m    | 0,76 m  |
| Ouest                                                        | 0,90 m   | 0,15 m    | 0,55 m  |
| Source : Le dolmen de la Forêt (ou dolmen Gouzou) à Souillac |          |           |         |

Les orthostates délimitent une chambre sépulcrale rectangulaire de petite taille (1,40 m X 1,20 m) en partie creusée dans le sol. Son côté Est est d'ailleurs constitué par la roche calcaire affleurant du sol. Les orthostates ont été enfoncées dans les diaclases naturelles du sol. La table de couverture n'a pas été retrouvée. L'absence de couloir d'accès indique que l'entrée était donc verticale. Le sol ne comportait pas de dallage.

## Vestiges osseux et mobilier funéraire
Les vestiges osseux étaient constitués de nombreux fragments et esquilles d'os longs et de dents humaines (339) en mauvais état. L'étude des dents conduit à estimer que la chambre sépulcrale a abrité 19 individus au minimum (7 adultes, 3 adolescents, 8 enfants et 1 nourrisson). Les ossements d'origine animale retrouvés correspondent à ceux d'une faune intrusive de petits animaux fréquents sur le causse.
Le mobilier funéraire était constitué d’éléments de parure (perles, pendeloques, canines animales percées), de 3 éclats de silex, de petits tessons de céramique sans aucune caractéristique distinctive et de 3 clous en fer. En raison de leur faible taille, la présence des tessons de céramique et des objets en fer dans le tumulus et dans la chambre pourrait résulter d'une pénétration involontaire due à l'action des petits animaux fouisseurs.